# Nannoscincus manautei
Nannoscincus manautei là một loài thằn lằn trong họ Scincidae. Loài này được Sadlier, Bauer, Whitaker & Smith mô tả khoa học đầu tiên năm 2004.